# Kickxia spuria
Il cencio molle (Kickxia spuria (L.) Dumort., 1827) è una pianta appartenente alla famiglia delle Plantaginaceae.

## Etimologia
Il nome generico (Kickxia) è stato dato in ricordo del botanico e crittogamico belga Jean Kickx (1775-1831), autore di una "Flora Bruxellensis" (1812). L'epiteto specifico (spuria) significa falsa, dubbia o bastarda.
Il nome scientifico della specie è stato definito inizialmente da Linneo (1707 – 1778), con la denominazione basionomica Antirrhinum spurium, perfezionato successivamente nella denominazione attuale dal botanico, naturalista e politico belga Barthélemy Charles Joseph Dumortier (Tournai, 3 aprile 1797 – 9 giugno 1878) nella pubblicazione "Florula Belgica" del 1827.

## Descrizione

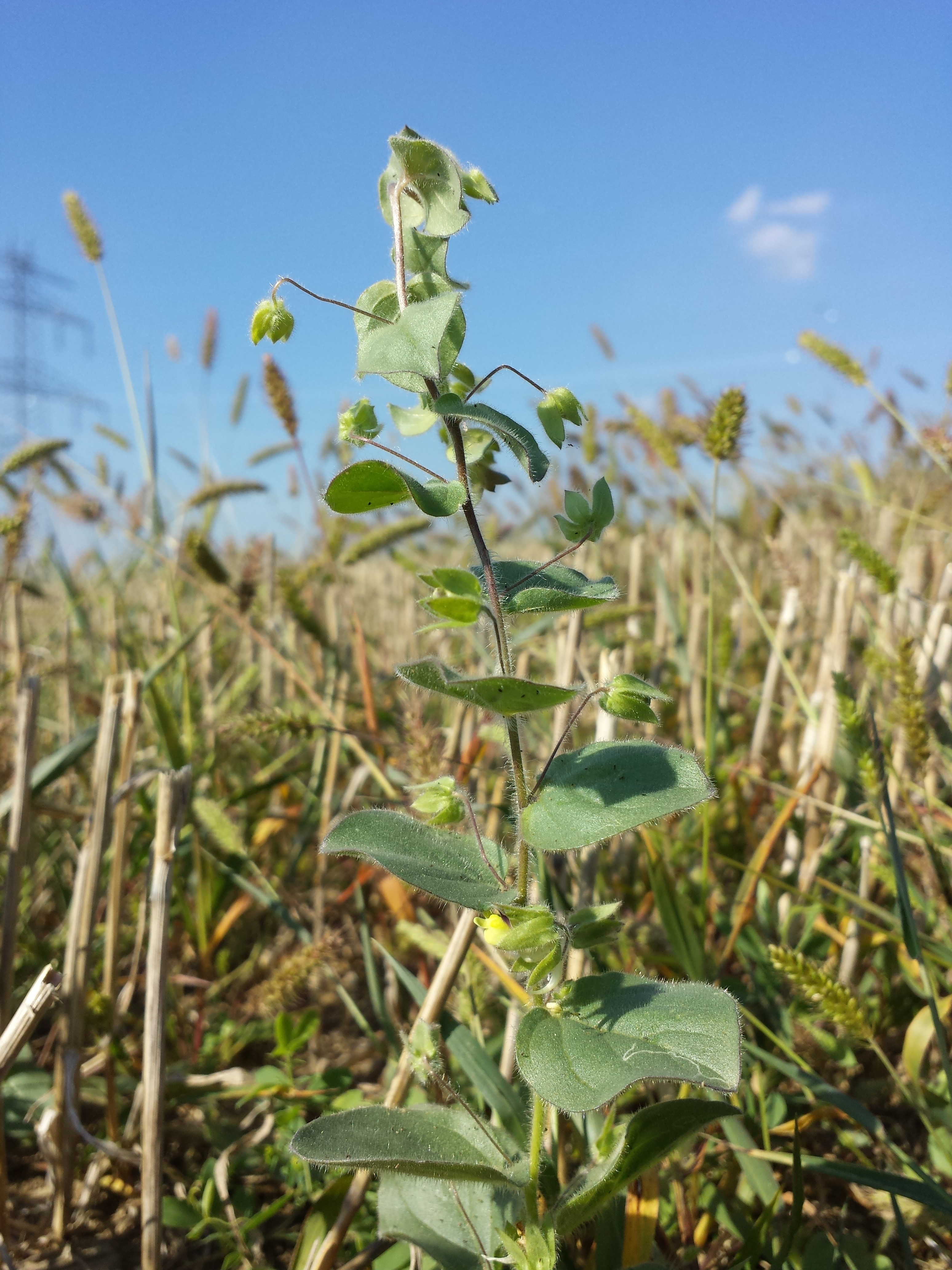
Il portamento

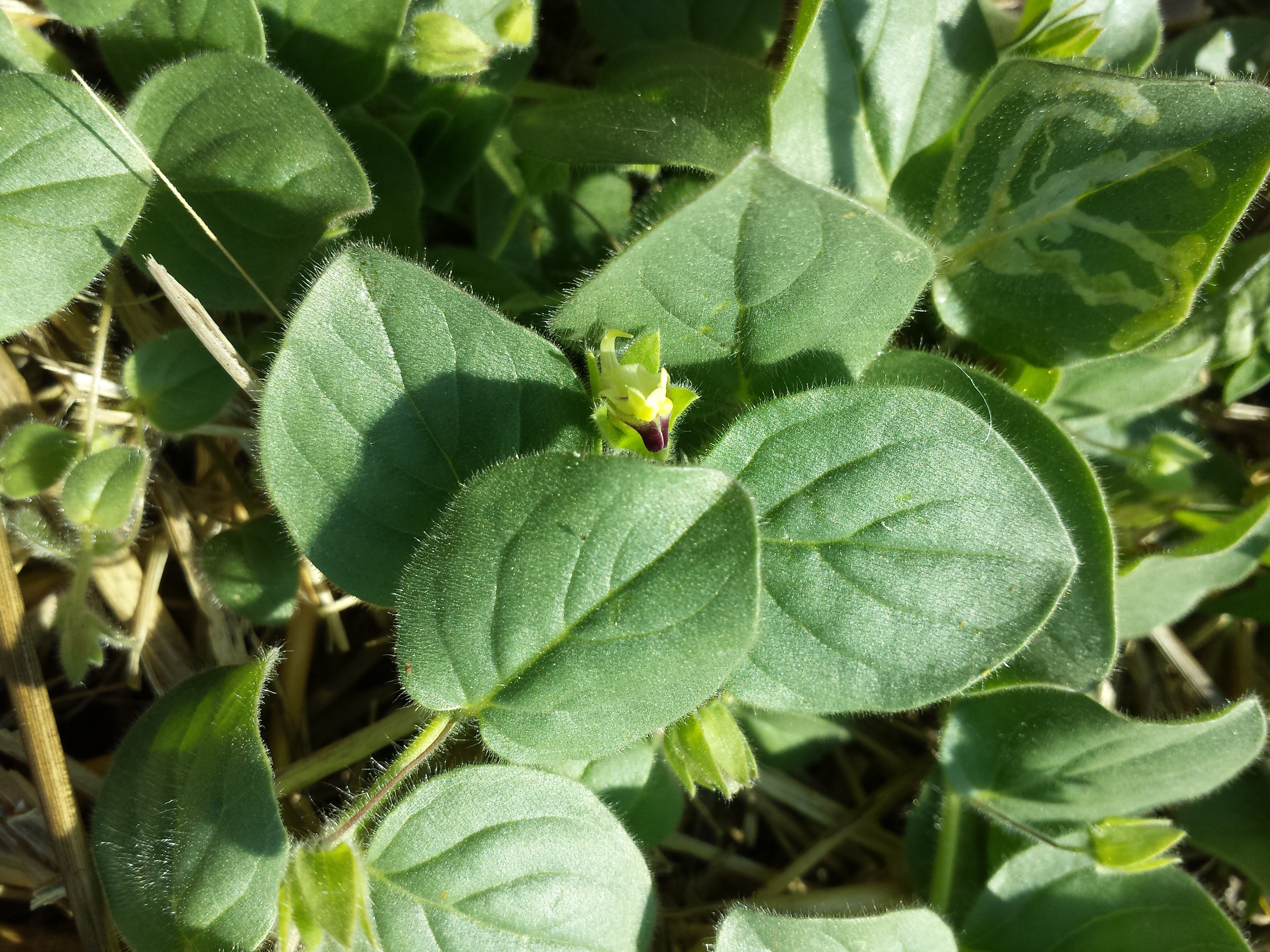
Le foglie

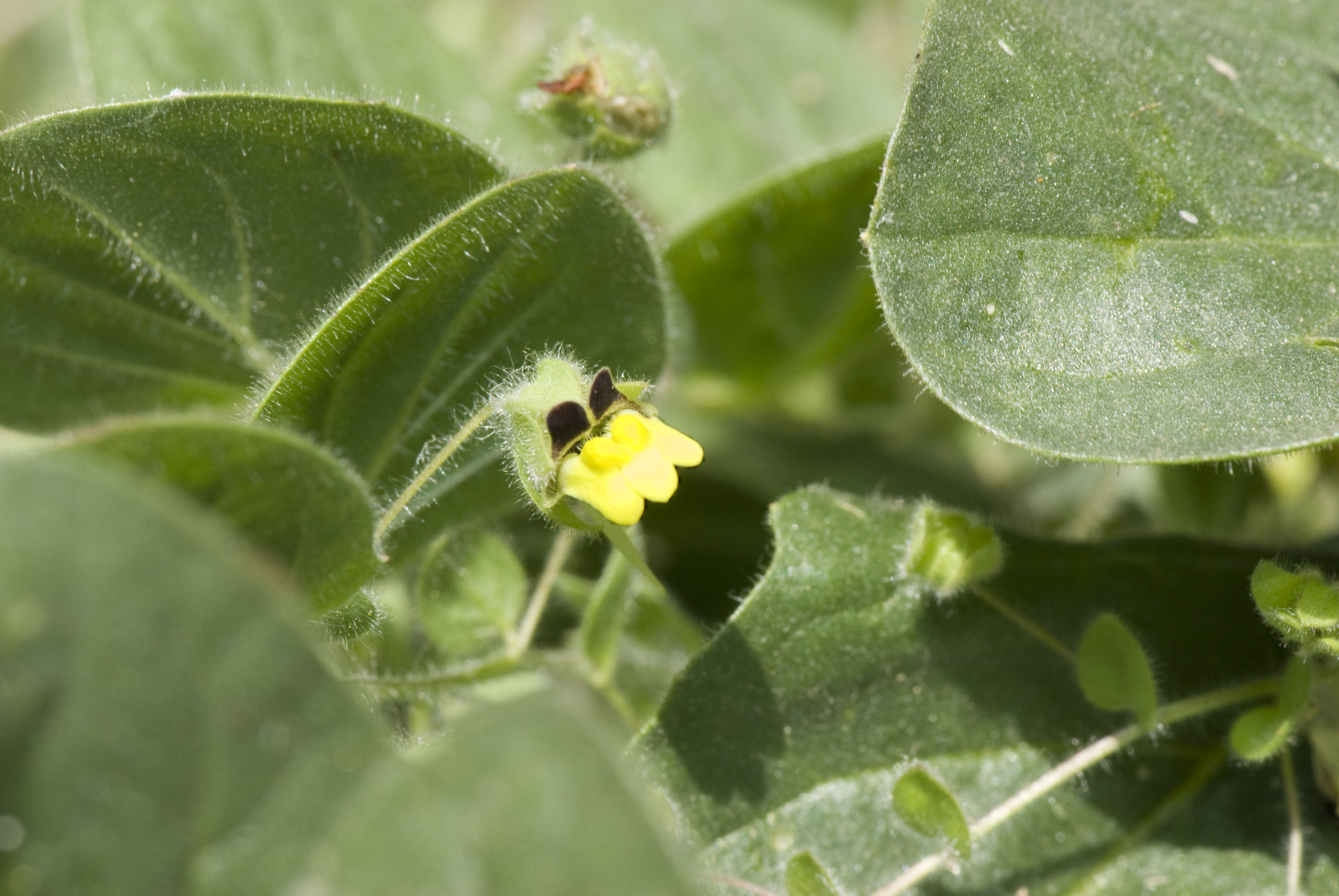
Infiorescenza

Queste piante arrivano ad una altezza di (10) 20 – 40 cm. La forma biologica è terofita scaposa (T scap), ossia in generale sono piante erbacee che differiscono dalle altre forme biologiche poiché, essendo annuali, superano la stagione avversa sotto forma di seme e sono munite di asse fiorale eretto e spesso privo di foglie. La pianta è più pelosa e arruffata rispetto alla specie simile K. elatine.

### Radici
Le radici sono del tipo a fittone.

### Fusto
La parte aerea del fusto è prostrata-ascendente. La superficie è ricoperta con peli patenti lunghi 1 mm o più.

### Foglie
Le foglie, picciolate, lungo il fusto sono disposte in modo alterno. La lamina ha una forma ovata più o meno cuoriforme con base arrotondata. 

### Infiorescenza
Le infiorescenze sono formate da fiori peduncolati e solitari all'ascella delle foglie superiori. 

### Fiore
- I fiori sono ermafroditi, zigomorfi e tetraciclici (ossia formati da 4 verticilli: calice– corolla – androceo – gineceo) e tetrameri (i verticilli del perianzio hanno 4 elementi). Dimensione del fiore: da 8 a 11 mm.

- Formula fiorale:

X o * K (4-5), [C (4) o (2+3), A 2+2 o 2], G (2), capsula.
- Il calice, tuboloso-campanulato, più o meno attinomorfo e gamosepalo, è formato da cinque lacinie (o lobi) con forme ovate-cuoriformi. Dimensione delle lacinie: larghezza 2 – 3 mm; lunghezza 4 – 5 mm. Alla fruttificazione le dimensioni dei lobi sono: larghezza 2 – 4 mm; lunghezza 4,5 – 8 mm.
- La corolla, gamopetala e tubolare è del tipo bilabiato, ed è completamente chiusa da un rigonfiamento del labbro superiore (corolla personata). Inoltre uno sperone (o un sacco) curvo è presente all'altezza delle fauci della gola della corolla in posizione abassiale. Il colore della corolla è giallastro con il labbro superiore violetto che spesso diventa brunastro.
- L'androceo è formato da 4 stami didinami tutti fertili. I filamenti sono adnati alla base della corolla e sono inclusi o poco sporgenti. Le antere sono formate da due teche distinte e divaricate e formano una struttura simile ad un anello. La deiscenza è longitudinale attraverso due fessure. I granuli pollinici sono tricolpoporati. Il nettare si trova nello sperone e può essere raggiunto solamente dagli insetti che riescono a entrare nelle fauci chiuse dal rigonfiamento del labbro superiore.[11]
- Il gineceo è bicarpellare (sincarpico - formato dall'unione di due carpelli connati). L'ovario è supero con placentazione assile e forma da ovoidi a subglobose. Gli ovuli per loculo sono numerosi, hanno un solo tegumento e sono tenuinucellati (con la nocella, stadio primordiale dell'ovulo, ridotta a poche cellule).[12]. Lo stilo ha uno stigma da capitato a fortemente bilobo.
- Fioritura: da giugno a ottobre.

### Frutti
Il frutto è una capsula avvolta dal calice accrescente. Dimensioni della capsula 5 mm. I semi (lunghi 1 - 1,25 mm), numerosi con forme da reniformi a ellissoidi, hanno una superficie ricoperta da una rete di creste, delimitanti aree alveolate. Al momento della maturazione i semi fuoriescono da due fori (opercoli) che si aprono nella parte superiore del frutto (capsula porocida).

## Biologia
Le specie di questo raggruppamento si riproducono per impollinazione tramite insetti quali imenotteri, lepidotteri o ditteri (impollinazione entomogama) ovvero tramite il vento (impollinazione anemogama)..
La dispersione dei semi avviene inizialmente a causa del vento (dispersione anemocora); una volta caduti a terra sono dispersi soprattutto da insetti tipo formiche (mirmecoria).

## Distribuzione e habitat

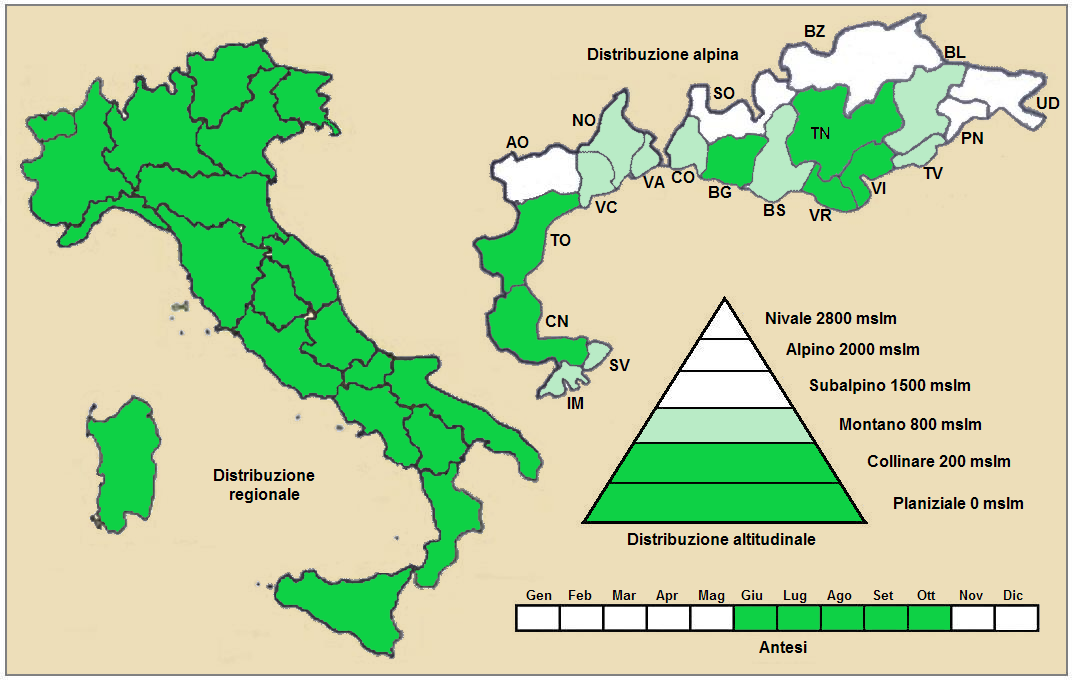
Distribuzione della pianta
(Distribuzione regionale – Distribuzione alpina)

- Geoelemento: il tipo corologico (area di origine) è Eurasiatico o anche Mediterraneo.
- Distribuzione: in Italia è presente ovunque. Nelle Alpi italiane ha una distribuzione discontinua. Fuori dall'Italia, sempre nelle Alpi, questa specie si trova in Francia (tutti i dipartimenti alpini), in Svizzera (cantoni Berna e Vallese), in Austria (Länder del Vorarlberg e Austria Inferiore) e in Slovenia. Sugli altri rilievi europei collegati alle Alpi si trova nella Foresta Nera, Massiccio del Giura, Massiccio Centrale, Pirenei, Alpi Dinariche, Monti Balcani e Carpazi.[15] Nel resto dell'Europa e dell'areale del Mediterraneo K. spuria è presente dalla Spagna alla Grecia (fino ai confini verso la Russia) e dalla Gran Bretagna alla Sicilia; è presente anche nell'Anatolia, Asia mediterranea, Egitto e Magreb.[16]
- Habitat: l'habitat tipico di questa pianta sono i campi e le vigne. Il substrato preferito è calcareo ma anche siliceo con pH neutro, alti valori nutrizionali del terreno che deve essere mediamente umido.[15]
- Distribuzione altitudinale: sui rilievi queste piante si possono trovare fino a 1.000 m s.l.m.; frequentano quindi i seguenti piani vegetazionali: collinare e in parte quello montano (oltre a quello planiziale – a livello del mare).

### Fitosociologia

#### Areale alpino
Dal punto di vista fitosociologico alpino Kickxia spuria appartiene alla seguente comunità vegetale:
- Formazione: delle comunità terofiche pioniere nitrofile

- Classe: Stellarietea mediae

- Ordine: Papaveretalia rhoeadis

- Alleanza: Caucalidion lappulae

#### Areale italiano
Per l'areale completo italiano Kickxia spuria appartiene alla seguente comunità vegetale:
- Macrotipologia: vegetazione erbacea sinantropica, ruderale e megaforbieti

- Subclasse: Stellarienea mediae

- Ordine: Solano nigri-polygonetalia convolvuli (Sissingh in Westhoff, Dijk, Passchier & Sissingh 1946) O. Bolòs, 1962

- Alleanza: Diplotaxion erucoidis Br.-Bl., in Br.-Bl., Gajewski, Wraber & Walas (1936) em. Brullo & Marcenò, 1980

Descrizione: l'alleanza Diplotaxion erucoidis è relativa alle comunità terofitiche infestanti delle colture sarchiate e fertilizzate (non irrigate durante il periodo estivo) quali: oliveti, vigneti e frutteti, che si sviluppano su suoli calcarei, argillosi e marnosi (piani termo- e mesomediterranei). La distribuzione di questa alleanza e relativa soprattutto alla Sicilia e nella penisola meridionale italiana. È distribuita anche nelle zone più calde dell’Europa meridionale (Francia meridionale, Spagna centrale e meridionale, Dalmazia e Balcani) e in Nord-Africa. Il livello di conservazione di queste cenosi è fortemente variabile a causa dei continui disturbi e rimaneggiamenti dei suoli, per effetto delle operazioni agricole, del calpestìo, ecc.
Specie presenti nell'associazione: Chrozophora tinctoria, Hypericum triquetrifolium, Heliotropium europaeum, Cynodon dactylon, Convolvulus arvensis, Chenopodium opulifolium, Diplotaxis erucoides, Ammi visnaga, Chrozophora obliqua, Silene diversifolia, Euphorbia chamaesyce e Helminthotheca echioides.

### Ecologia
La specie Kickxia elatine insieme a quella di questa voce sono considerate malerbe che crescono nei campi di cereali dopo che è stato completato il raccolto. Probabilmente si tratta di piante la cui dispersione è dovuta all'uomo e di origine remota (piante archeofite).

## Tassonomia
La famiglia Plantaginaceae comprende 12 tribù, 105 generi e oltre 1 800 specie. Il genere Kickxia appartiene alla tribù Antirrhineae e si compone di una ventina di specie. Fino a poco tempo fa era incluso nella famiglia Veronicaceae o Scrophulariaceae a seconda dei vari Autori. La moderna classificazione APG lo colloca tra le Plantaginaceae.
Il basionimo per questa specie è: Antirrhinum spurium L., 1753.
Il numero cromosomico di K. spuria è: 2n = 18.

### Sottospecie
Per questa specie è riconosciuta la seguente sottospecie:
- Nome scientifico: Kickxia spuria subsp. integrifolia (Brot.) R.Fern., 1971
- Descrizione: il portamento è più gracile e flessuoso; le foglie sono più piccole; le lacinie del calice misurano 1,5 - 2,5 x 3 – 4 mm, mentre la capsula è lunga 3 – 4 mm con semi lunghi 0,75 – 1 mm.
- Distribuzione italiana: la distribuzione di questa sottospecie è discontinua (Liguria, Abruzzi, Calabria e Sicilia).[14]
- Distribuzione europea: la sottospecie integrifolia è presente solamente lungo le coste del Mediterraneo dalla Spagna alla Grecia (compresa anche la Bulgaria, Romania e Crimea).[23]

### Sinonimi
Questa entità ha avuto nel tempo diverse nomenclature. L'elenco seguente indica alcuni tra i sinonimi più frequenti:
- Antirrhinum rotundifolium Gilib.
- Antirrhinum spurium  L.
- Cymbalaria spuria  (L.) P.Gaertn., B.Mey. & Scherb.
- Elatine ovata  Moench
- Elatine spuria  (L.) Fourr.
- Elatinoides spuria  (L.) Kuntze
- Linaria spuria  (L.) Mill.

#### Sinonimi della sottospecieintegrifolia
- Antirrhinum spurium var. integrifolium Brot.
- Cymbalaria dentata Schur

## Altre notizie
Il cencio molle in altre lingue è chiamato nei seguenti modi:
- (DE)  Eiblättriges Schlangenmaul
- (FR)  Kickxia spuria
- (EN)  Round-leaved Fluellen